# Wollwachs

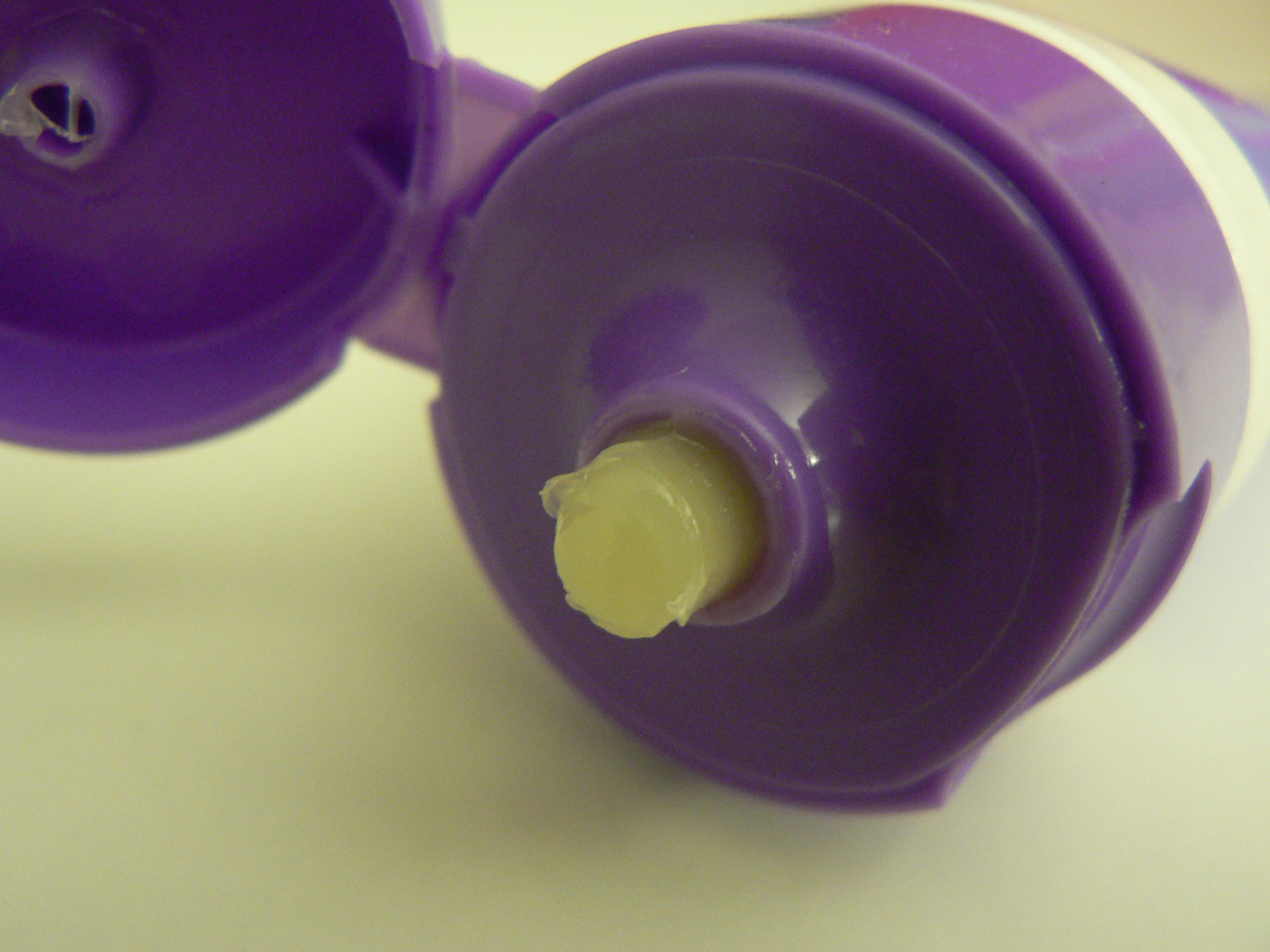
Salbe aus Lanolin

Wollwachs oder Wollfett (lateinisch cera lanae bzw. adeps lanae), auch Lanolin (lat. lanolinum) genannt, ist das Sekret aus den Talgdrüsen von Schafen, das bei der Wäsche von Schafwolle gewonnen wird.
Die Säurezahl liegt in der Regel bei 30 bis 60 mg KOH/g, die Verseifungszahl bei 100 bis 140 mg KOH/g und der Schmelzpunkt bei 35 bis 55 °C.

## Lanolin
Für Wollwachs als Inhaltsstoff von Kosmetika ist international die INCI-Bezeichnung Lanolin gebräuchlich. Im pharmazeutischen Bereich heißt dagegen Wollwachs Wollwachs und eine wollwachshaltige wasseraufnahmefähige Salbengrundlage gemäß der Arzneibuchnomenklatur Lanolin.

## Zusammensetzung
Aufgrund der bifunktionellen Gruppen der vorkommenden Hydroxysäuren (ca. 32 % der Fettsäurefraktion) und der Dihydroxy-Alkohole (ca. 7 % der Alkoholfraktion) besteht Lanolin aus einem Gemisch von überwiegend langkettigen Estern, Di-Estern und Hydroxy-Estern. Bei deren Hydrolyse wurden bisher circa 70 aliphatische Alkohole (C14–C36), sechs Sterole (Cholesterol, Dihydrocholesterol, Lanosterol, Dihydrolanosterol, Agnosterol, Dihydroagnosterol) und circa 140 Fettsäuren (C8–C41) isoliert. In pharmazeutischem Wollwachs dürfen bis 0,5 % freie Fettsäuren enthalten sein (z. B. Europäisches Arzneibuch, Säurezahl < 1). Der Gehalt an freien Alkoholen (bis 12 %) ist nicht begrenzt.

## Gewinnung
Das schon im Altertum unter dem Namen Oesypus medizinisch benutzte Wollwachs wurde in der Frühen Neuzeit auch als Oesipus und Hyssopus bezeichnet (oesipus humidus bzw. hyssopus humidus wurde das mit dem Schweiß der Tiere vermischte Schafwollfett genannt). Es geriet später in Vergessenheit und wurde erst 1885 wieder von Oskar Liebreich als gereinigtes Wollfett in den Arzneischatz eingeführt. Wollfett ist insofern eine unzutreffende Bezeichnung, als Fette Fettsäureester des Glycerins sind, wohingegen Wachse Ester anderer Alkohole darstellen. Das rohe Wollwachs findet sich im Wollschweiß der Schafe und geht beim Waschen der Wolle zunächst in das Waschwasser über, wird durch Zusatz von Säuren daraus abgeschieden und dann durch Separatoren abgetrennt.

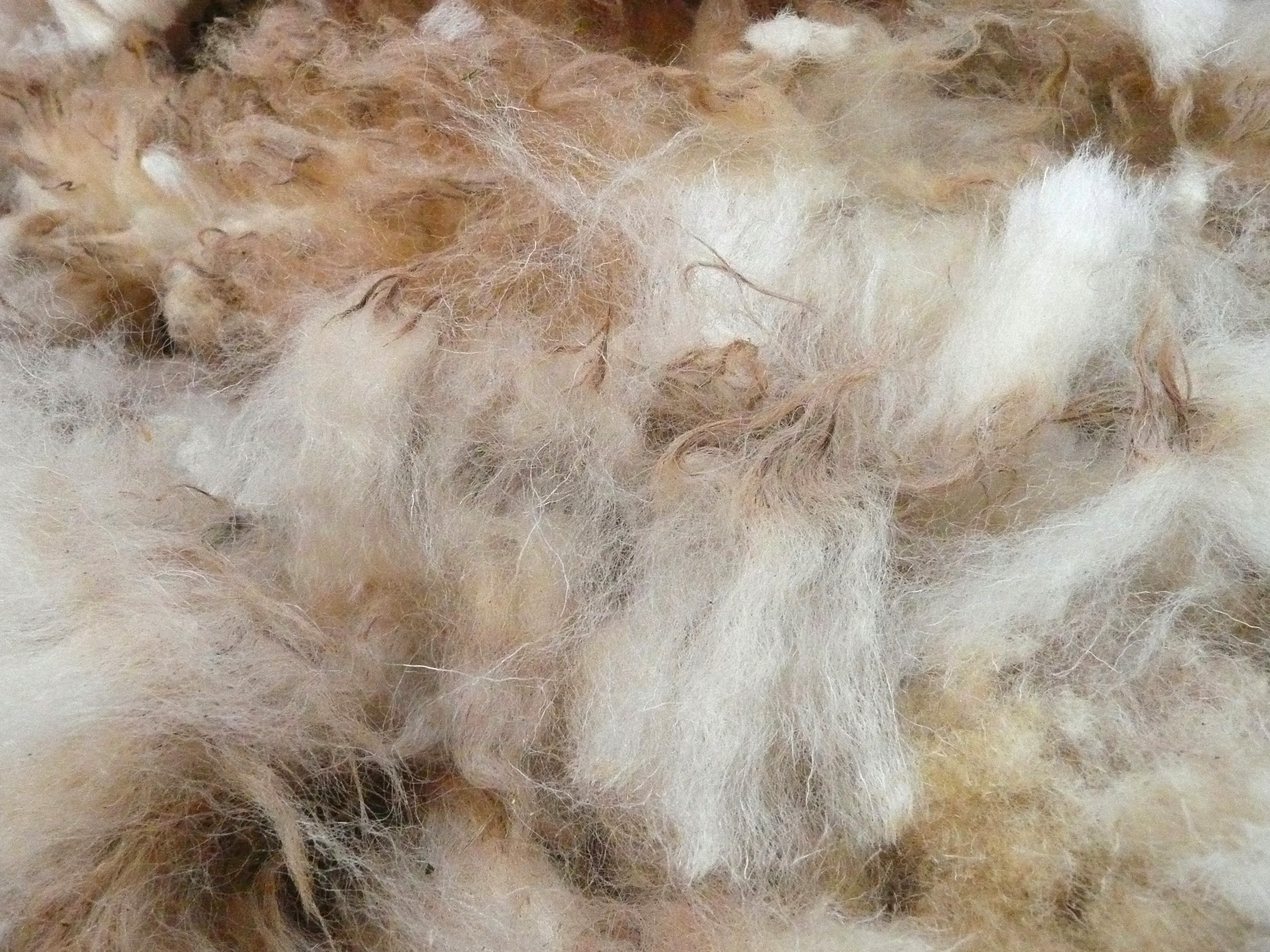
Schafwolle: Durch Auswaschen erhält man das rohe Wollwachs

Zur Aufreinigung von Rohwollwachs sind mehrere Behandlungsschritte notwendig, da die zu entfernenden Verunreinigungen ganz unterschiedlicher Natur sind. Das Rohwollwachs wird zunächst mit verdünnter Salz- oder Phosphorsäure behandelt, um alle wasserlöslichen und fettlöslichen Seifen in freie Fettsäuren umzusetzen. Gleichzeitig werden säurelösliche Verunreinigungen entfernt. Die wässrige Phase wird abgezogen und das verbliebene rohe Wollwachs solange mit heißem Wasser gewaschen, bis es neutral reagiert.
Die freien Fettsäuren werden zunächst durch Neutralisation mit Natriumcarbonat bzw. vorzugsweise Natronlauge in Seifen überführt. Da die resultierenden Natriumseifen schlecht wasserlöslich sind, wird entweder Ethanol oder 2-Propanol als zusätzliches Lösungsmittel in einer Konzentration von 20 bis 30 % zugesetzt. Um ein stöchiometrisches Umsetzen der Fettsäuren sicherzustellen, wird Natronlauge im Überschuss zugesetzt. Auf Grund der hohen Ionenkonzentration wird dadurch auch eine störende Emulsionsbildung vermindert. Ein zu großer Überschuss an Natronlauge muss vermieden werden, da es dadurch zu einer alkalischen Hydrolyse der Ester kommt. Nachdem sich die Seifen gebildet haben, wird die wässrige Schicht entfernt und das Wollwachs dann mit heißem Wasser oder verdünntem Alkohol gewaschen, bis es vollständig von der verbliebenen Seife befreit ist. Schließlich wird das Produkt getrocknet. Die zuvor entfernte Seifenlösung wird nicht verworfen, sondern normalerweise mit Schwefelsäure angesäuert, um aus den Seifen wieder die freien Fettsäuren zu erhalten.
Zur Vermeidung von Zeckenbefall behandelt man Schafe nach der Schur mit Pestiziden (Akarizide), die sich als gut fettlösliche Substanzen im Wollwachs anreichern. Um die Pestizide und PAK-Rückstände zu entfernen, folgt eine Kurzwegdestillation unter Hochvakuum, die gleichzeitig eine Desodorierung bewirkt. Bei diesem Prozess wird auch die Menge der natürlich im Wollwachs vorkommenden freien Fettalkohole, die zur guten Wasser/Öl-Emulsionseigenschaft von Wollwachs beitragen, deutlich reduziert. Dies kann zu einer entsprechend verminderten Wasseraufnahme führen.
Detergenzien- bzw. Waschmittelrückstände werden aus dem Rohwollwachs durch diese Behandlungen weitgehend entfernt. Eine weitere Verminderung kann durch zusätzliche Extraktion mit einem polaren Lösungsmittel wie 45-prozentigem Ethanol oder 2-Propanol erreicht werden oder durch Behandlung mit einem Adsorbens wie Aktiverde oder Aktivkohle, der dann eine Filtration folgen muss.
Für Qualität und Reinheit von Wollwachs ist die Farbe kein Kennzeichen, eine helle Farbe gilt oftmals jedoch als ästhetischer. Sie kann durch chemisches oder physikalisches Bleichen erreicht werden. Traditionell ist die oxidative Bleichung mit Wasserstoffperoxid. Sie hat aber den unerwünschten Nebeneffekt, zu einem signifikanten Peroxidwert zu führen, der das Wachs ranzig erscheinen lassen kann.
Es bedarf deshalb einer sorgfältigen Kontrolle mit anschließender Behandlung, um die organischen Peroxidreste zu entfernen. Nach dem Bleichen trocknet man das Wollwachs mit trockener Luft oder durch Anlegen eines Vakuums. Dem fertigbehandelten Wollwachs werden zum Abschluss max. 200 ppm BHT (Butylhydroxytoluol) als Antioxidans zugesetzt (wenn gefordert). Nach der abschließenden Analyse wird die Charge filtriert und abgefüllt.

## Eigenschaften
Das wasserfreie Wollwachs (lat. adeps lanae anhydricus) des Europäischen Arzneibuchs, eine hellgelbe, salbenartige Masse von schwachem, charakteristischem Geruch, ist in Wasser unlöslich und schmilzt bei 40 °C.
Wollwachs ist ein Gemisch aus flüssigen und festen wachsartigen Massen. In chemischer Hinsicht ist Wollwachs ein Gemisch von Cholesterin- und Isocholesterin-Fettsäureestern und enthält daneben freie Alkohole und Kohlenwasserstoffe. Die Ester bestehen aus langkettigen Fettsäuren und Wachssäuren, gebunden an Fettalkohole, Wachsalkohole, Cholesterin, Lanosterol sowie weiteren Sterolen. Reines Wollwachs darf nur einen sehr geringen Aschenrückstand hinterlassen und nur Spuren freier Säure enthalten. Alkalien, Chloride und Glycerin dürfen nicht enthalten sein.
Wollwachs penetriert gut in die Haut und zeigt wenig Neigung zum Ranzigwerden.
Wollwachs hat die Fähigkeit, ein Mehrfaches seines Gewichts an Wasser aufzunehmen, und bildet dabei eine Wasser-in-Öl-Emulsion. Verantwortlich für die emulgierenden Eigenschaften des Wollwachses sind die mit bis zu ca. 10 % enthaltenen freien Wollwachsalkohole, die jedoch gelegentlich allergische Reaktionen mit Rötungen und Schwellungen verursachen können. Geschätzt reagieren im Mittel 0,6 % bis maximal 1,4 % der Bevölkerung der Bundesrepublik Deutschland allergisch auf Lanolin.
Wollwachs besitzt sehr gute hautpflegende Eigenschaften, da es den transepidermalen Wasserhaushalt regulieren kann. So beschleunigt es die Wundheilung und ist deshalb in Wundsalben, Babycremes und Pflegecremes für die strapazierte Haut sowie in Hautschutzsalben enthalten. Seine pflegende Eigenschaft wird auch in Lederpflege-Produkten genutzt. Ein traditionelles Heilmittel, das die hautpflegenden Eigenschaften des Lanolins nutzt, ist die naturbelassene Heilwolle.

## Verwendung

### Kosmetische und medizinische Verwendung
In kosmetischen Präparaten wird gereinigtes Wollwachs als Coemulgator, stark haftendes Lipid und Überfettungsmittel eingesetzt. Lanolin kann, als natürliche Alternative zu Vaseline, als Nasensalbe zur Pflege der Schleimhäute verwendet werden. Es wird auch in der Stillzeit zur Pflege wunder Mamillen eingesetzt. Wollfett dient auch als Basisstoff für die Herstellung wundheilender Salben (Beispiel: Kamillosan Salbe, mit Kamillenextrakten). Es wird außerdem in Rasierseifen verwendet, die das Lanolin dann auch meist als Qualitätsmerkmal bewerben. In Kosmetikprodukten wird Wollwachs in der Inhaltsstoffliste als LANOLIN (INCI) aufgeführt.
Von pharmazeutischer Bedeutung sind einige gut wasseraufnahmefähige Salbengrundlagen auf der Basis von Wollwachs, die Lanolin oder Zusammengesetztes wasserhaltiges Wollwachs (lat. cera lanae cum aqua composita) heißen:
- Lanolin (DAB 10): 15 Teile dickflüssiges Paraffin, 20 Teile Wasser, 65 Teile Wollwachs. Es stellt eine gelblichweiße, salbenartige Masse dar, die sich beim Erwärmen im Wasserbad in eine wässrige und eine auf dieser schwimmende ölige Schicht trennt, und soll nach dem Trocknen bei 100 °C nicht mehr als 26 % an Gewicht verlieren.
- Lanolin (Ph. Helv. 7): 10 Teile Olivenöl, 20 Teile Wasser, 70 Teile Wollwachs
- Zusammengesetztes wasserhaltiges Wollwachs (ÖAB 90): 10 Teile flüssiges Paraffin, 20 Teile Wasser, 70 Teile Wollwachs
- Wasserhaltiges Wollwachs (Ph. Eur., Adeps lanae cum aqua): 25 Teile Wasser, 75 Teile Wollwachs

Um wasserhaltiges Wollwachs geschmeidig zu machen, setzt man ihm manchmal Olivenöl zu, für kosmetische Zwecke vielfach ätherische Öle, Vanillin und andere Duftstoffe.

### Behandlung von Wollprodukten
Zur Behandlung von Wollprodukten werden sogenannte Wollkuren angeboten, die neben Lanolin auch Seife oder Tenside und weitere Bestandteile enthalten, um die Verteilung des Wollfetts auf der Wolle zu erleichtern. Da diese Mittel nicht nur nachfetten, sondern auch schmutzlösende Inhaltsstoffe enthalten, hängt es weitgehend von der Rezeptur ab, ob der reinigende oder der wasserabweisende Effekt im Vordergrund steht.
Wollspülungen und Wollimprägnierungen enthalten häufig ähnliche Inhaltsstoffe wie Wollkuren in unterschiedlichen Mengenverhältnissen, wobei bei Spülungen die Reinigung und bei Imprägnierungen die schmutz- und wasserabweisende Wirkung überwiegt. Letztere sollten daher bei Windelhosen, Windeleinlagen, Windelüberhosen und Kleidungsstücken aus Wolle verwendet werden, die als Wetterschutz getragen werden. In der Säuglingspflege beim Wickeln mit Stoffwindeln wird Wollwachs zum Fetten der Wollüberhosen genutzt.

### Technische Anwendungen
Wollwachs wird in der Industrie als Bestandteil von Lederhilfs- und Textilhilfsmitteln, Metallbearbeitungs-, Korrosionsschutz- und Kühlschmiermitteln sowie von Seifen eingesetzt.

#### Korrosionsschutz
Wollfett wurde bereits im Mittelalter zur Pflege von blanken Metallteilen wie Rüstungen eingesetzt. War eine Schichtbildung erwünscht, wurden stattdessen härtende Öle wie Leinöl verwendet.
Lanolin ist beständig gegenüber Wasser und Salzwasser und wird traditionell als Korrosionsschutz auf Oberflächen angewendet, die schwer zugänglich sind und mechanisch kaum belastet werden.
Typische Anwendungsgebiete sind Ballastwassertanks und andere Hohlräume von Schiffen und Fahrzeugen.
Insbesondere bei historischen Fahrzeugen werden dünnflüssige Wollfett-Präparationen zur Penetration von Falzen eingesetzt. Zur Hohlraumkonservierung kann zunächst ein dünnflüssiges Mittel eingesprüht werden, gefolgt von einer pastösen Mischung, die auch bei Erwärmung des Fahrzeugs durch Sonneneinstrahlung nicht abläuft. Bestimmte Produkte lassen sich auch zum Unterbodenschutz und in Radkästen einsetzen.